# Anisomysis maldivensis
Anisomysis maldivensis är en kräftdjursart som beskrevs av Murano och Nobuyuki Fukuoka 2003. Anisomysis maldivensis ingår i släktet Anisomysis och familjen Mysidae. Inga underarter finns listade i Catalogue of Life.